# Filosofia de la composició
Filosofia de la composició (títol original en anglès: The Philosophy of Composition), també conegut com a Mètode de composició, és un assaig de l'escriptor nord-americà Edgar Allan Poe publicat per primera volta en la revista Graham's Magazine de Filadèlfia l'abril de 1846. Poe hi proposa una alambinada teoria sobre el mètode d'escriptura que hauria d'emprar tot autor que pretenga "escriure bé". Poe descriu el procés amb què escrigué el seu poema més famós, El corb, per il·lustrar la seua teoria, la qual es troba en contrast deliberat amb el mètode de "creació espontània", exposat, per exemple, per Coleridge en l'explicació de la seua Kubla Khan.
L'assaig mostra la convicció de Poe que una obra de ficció s'ha d'escriure només després que l'autor haja decidit, en primer lloc, quin en serà el desenllaç i quina la resposta emocional o "efecte" que pretén causar en el lector. Només una vegada tals termes han estat determinats, es poden decidir altres assumptes pertinents del treball, incloent-hi el tema, l'ambient, els personatges, el conflicte i l'argument. En aquest mateix assaig, Poe afirma que el conte és l'art que millor s'adapta a la creació de l'efecte desitjat, molt més que els treballs literaris de més extensió, ja que aquests efectes s'aconsegueixen millor en obres capaces de llegir-se en una "sola sessió".
Aquest mètode de Poe representat en aquest assaig il·lustra una heurística a l'inrevés.
L'explicació de Poe del procés d'escriptura és tan rígidament lògica que alguns crítics (entre els quals destaca G. R. Thompson, autor d'una obra sobre la "ironia romàntica" en els relats de Poe) han suggerit que l'assaig s'ha de considerar en gran part com una sàtira o ironia de l'autor.